# Chambon-la-Forêt
Chambon-la-Forêt è un comune francese di 796 abitanti situato nel dipartimento del Loiret nella regione del Centro-Valle della Loira.

## Società

### Evoluzione demografica
Abitanti censiti